# Testimone (sport)

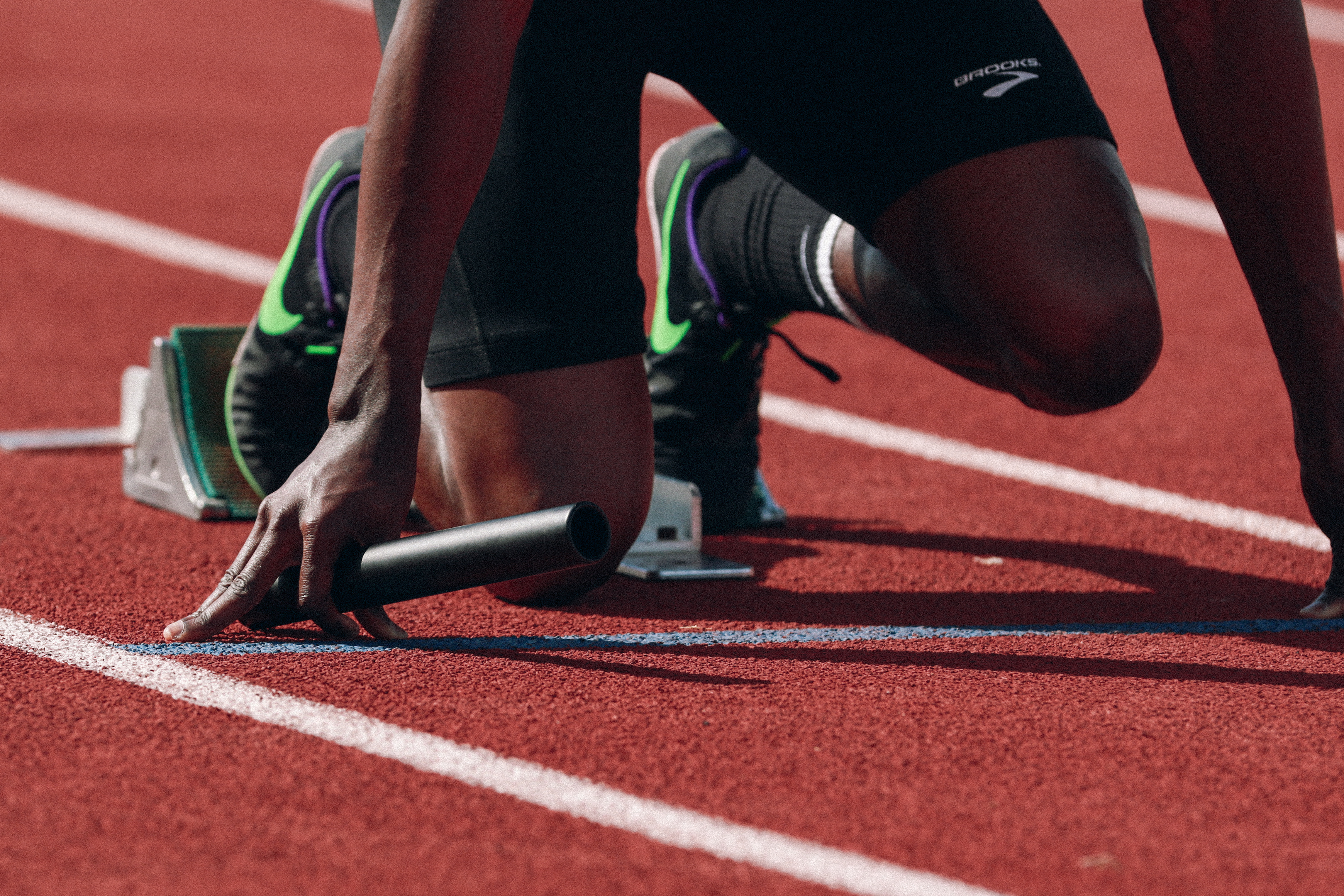
Staffettista pronto a iniziare la gara, con il testimone in mano.

In atletica leggera si definisce testimone un oggetto che, durante una gara di velocità o di durata, i componenti di una stessa squadra si scambiano in determinati punti del percorso a certificare la continuità del contatto tra tutti gli elementi della compagine.
Tale oggetto è di norma un bastone di materiale leggero lungo circa 30 cm.

## Descrizione
Nelle staffette il passaggio regolare del testimone è regolato dal fatto che deve avvenire all'interno di precisi percorsi di gara. Il regolamento prevede che il testimone che gli atleti della staffetta si scambiano deve essere lungo 30 cm e con un peso di 50 g.
Lo scopo del testimone è quello di assicurarsi che la corsa di ogni frazionista inizi dove termina quella di colui che lo precede, anche se i frazionisti successivi al primo, che parte da fermo, hanno a disposizione un'area dove iniziare la rincorsa e raccogliere dal compagno di squadra il testimone in velocità.

## Tipi di staffetta
Nell'atletica le due staffette sono la staffetta 4×100 metri e la 4×400 metri (nelle categorie assolute), che di solito chiude il programma delle manifestazioni.
Nella seconda frazione della 4x400, dopo i primi 100 m i corridori escono dalle corsie e si possono posizionare tutti nella prima, senza però interferire l'uno con l'altro dandosi fastidio, nello stesso modo degli 800 m. I passaggi di testimone successivi avvengono facendo posizionare i corridori dalla prima all'ultima corsia nell'ordine in cui sono posizionati, cioè il primo nella prima corsia più interna e così via. Nel terzo e nel quarto turno il cambio del testimone deve avvenire prima della linea di arrivo, ovvero la linea di tangente A.